# زاندر دايموند
زاندر دايموند (بالإنجليزية: Zander Diamond)‏ (12 مارس 1985 في المملكة المتحدة - ) هو لاعب كرة قدم بريطاني في مركز الدفاع. شارك مع منتخب اسكتلندا تحت 21 سنة لكرة القدم. أما مع النوادي، فقد لعب مع أولدهام أثلتيك ونادي أبردين ونادي بيرتن ألبيون ونادي نورثامبتون تاون.

## وصلات خارجية
- زاندر دايموند على موقع الاتحاد الإسكتلندي (الإنجليزية)
- زاندر دايموند على موقع قاعدة بيانات كرة القدم.إي يو (الإنجليزية)
- زاندر دايموند على موقع Soccerbase.com (لاعب) (الإنجليزية)
- زاندر دايموند على موقع Soccerway.com (الإنجليزية)